# The Suit of Armor (film 1912)
The Suit of Armor è un cortometraggio muto del 1912. Il nome del regista non viene riportato nei credit del film.

## Produzione
Il film fu prodotto dalla Vitagraph Company of America.

## Distribuzione
Distribuito dalla General Film Company, il film - un cortometraggio in 160 metri - uscì nelle sale cinematografiche statunitensi il 29 marzo 1912. Nel Regno Unito, venne distribuito il 22 giugno 1912. Nelle proiezioni, veniva programmato con il sistema dello split reel, accorpato in un'unica bobina con un altro cortometraggio prodotto dalla Vitagraph, The Haunted Rocker.